# ماري لو
ماري لو (بالإنجليزية: Marie Lu)‏ هي كاتِبة أمريكية، ولدت في 1984 في بكين في الصين.

## وصلات خارجية
- ماري لو على موقع IMDb (الإنجليزية)